# Roger Rabbit
Roger Rabbit est un personnage de fiction de l'univers Disney, que l'on retrouve dans quatre films d'animation. Il apparaît pour la première fois dans le livre, Who Censored Roger Rabbit ? de Gary K. Wolf, qui a été adapté en film sous le titre Qui veut la peau de Roger Rabbit (1988). 

## Le personnage

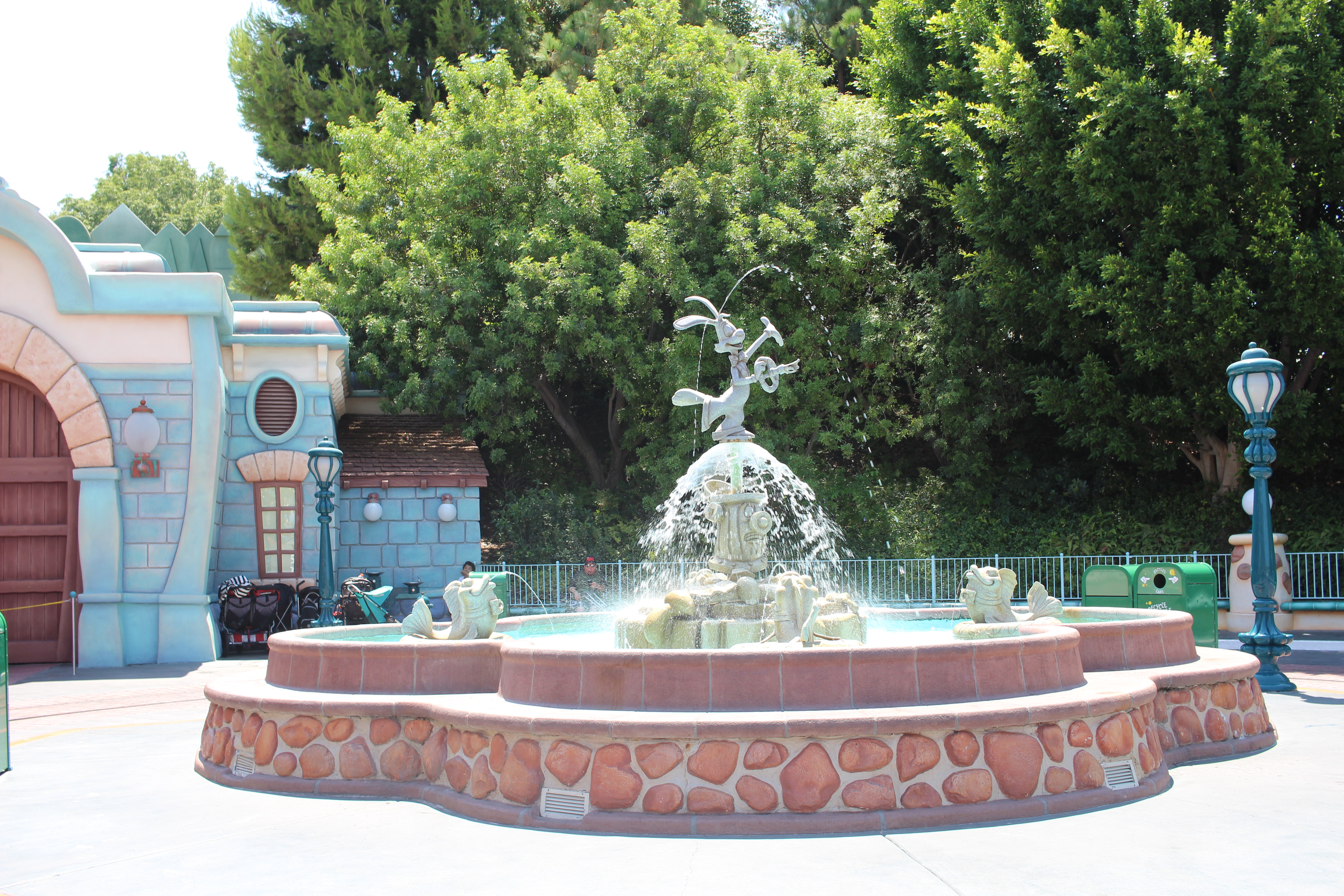
Fontaine de Toontown mettant en valeur Roger Rabbit à Disneyland.

Lapin blanc anthropomorphe, Roger Rabbit exerce en tant que toon la profession d'acteur pour Maroon Cartoons à Hollywood dans les années 1940. Il bégaye souvent, est anxieux et gaffeur. Il porte une salopette rouge, des gants jaunes et un nœud papillon bleu à pois jaune. Il joue le rôle d'anti-héros dans des courts métrages d'animation. Le sujet de ces courts métrages est identique : une femme dont on ne voit que les jambes le charge de surveiller son enfant, Baby Herman. Ce bébé ne fait que des bêtises et déclenche des catastrophes en série dont Roger Rabbit est toujours la victime.

## Créateurs
Steven Spielberg, producteur exécutif, et Robert Zemeckis, réalisateur, ont porté Roger Rabbit à l'écran. L'animateur Richard Williams a conçu l'animation de Roger Rabbit. Ses premiers croquis ont donné forme au personnage. Charles Fleischer a créé sa voix. Luq Hamet a doublé la voix en français dans la version doublé en France et Sébastien Dhavernas pour la version française québécoise.
Zemeckis qualifie ce lapin d'un assemblage d'animation ayant « un corps de chez Disney, une tête de chez Warner et une attitude à la Tex Avery ».

## Aventures

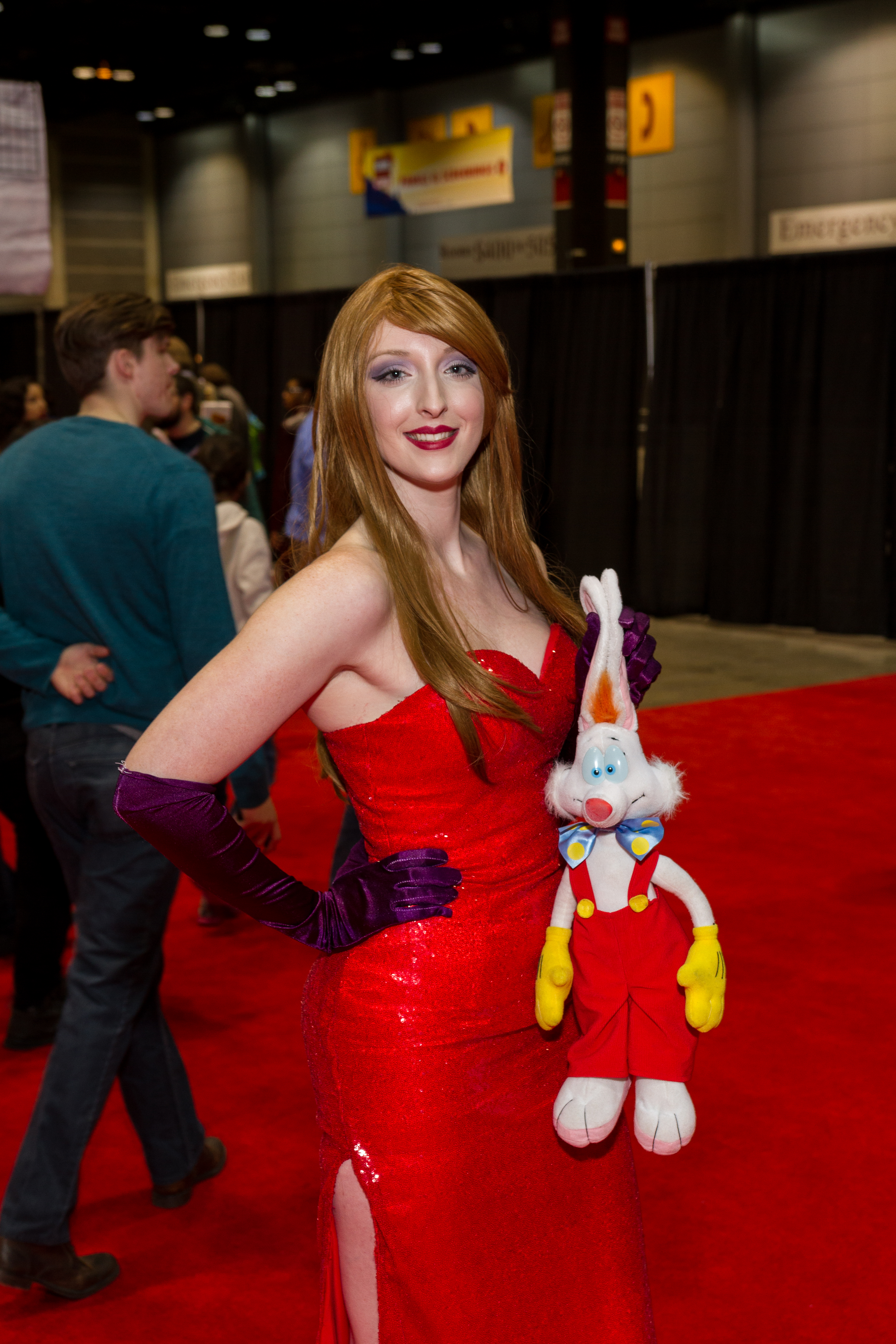
Cosplay de Jessica Rabbit tenant une peluche aux traits de Roger Rabbit.

Dans la réalité du film Qui veut la peau de Roger Rabbit, Roger est accusé du meurtre de « l'amant » de sa femme, Jessica Rabbit, une toon humaine chanteuse dans une revue de toon pour humain. L'amant serait le producteur Marvin Acmé. Roger tente de se cacher chez le détective privé Eddie Valiant (Bob Hoskins) engagé par le producteur RK Maroon pour le filer.
Le court métrage fictif tourné dans le film est intitulé Quelque chose se prépare (Somethin's Cookin'). Il est incomplet dans la version du film car interrompu par Raoul, le réalisateur (joué par Joel Silver) énervé par le fait que Roger n'arrive pas à « avoir » / « voir » des étoiles après le choc d'un réfrigérateur reçu sur sa tête comme indiqué dans le script ; à la place, ce sont des oiseaux.
Il est également le héros de trois courts-métrages, réalisés après la première sortie du film et projetés en avant-programme d'autres productions de Disney :
- Bobo Bidon (1989)
- Lapin Looping (1990)
- Panique au Pique-Nique (1993)

On peut également apercevoir un prototype de Roger Rabbit dans le court métrage Fou de foot (Sport Goofy in Soccermania) de 1987 avant la sortie du film Qui veut la peau de Roger Rabbit.
Après plusieurs années d'absence à l'écran, il fait une apparition en 2022 dans le film Tic et Tac, les rangers du risque.

## Interprètes
- Voix originale : Charles Fleischer
- Voix française : Luq Hamet
- Voix québécoise : Sébastien Dhavernas

## Personnages associés
Les personnages suivant lui sont associés :
- Jessica Rabbit, pulpeuse et provocante femme fatale, fait une apparition dans chaque court-métrage. On apprend dans le film qu'il s'agit de son épouse.
- Baby Herman est la co-tête d'affiche et la source des malheurs de Roger Rabbit. Il s'agit d'un bébé doué pour se mettre dans des situations dangereuses. Le film révèle qu'il a la voix et la personnalité d'un quinquagénaire machiste. Il fume le cigare.